# Eric Bergoust
Eric Bergoust (* 27. August 1969 in Missoula, Montana) ist ein ehemaliger US-amerikanischer Freestyle-Skier. Er war auf die Sprung-Disziplin Aerials spezialisiert. Seinen größten Erfolg feierte er mit dem Gewinn der Goldmedaille bei den Olympischen Winterspielen 1998 in Nagano. Darüber hinaus wurde er bei den Freestyle-Skiing-Weltmeisterschaften 1999 in Meiringen-Hasliberg Weltmeister sowie in der Saison 2001/02 Gesamtweltcupsieger. Insgesamt feierte er 15 Weltcup-Siege.

## Werdegang
Bergoust, der die Disziplin Aerials ausübte, begann im Sommer 1988 mit dem US Freestyle Team in Lake Placid zu trainieren, obwohl er zu diesem Zeitpunkt noch kein Mitglied des Kaders war. Im Winter 1988/89 trat er daher nur bei Nor-Am-Wettbewerben an, die er mit einer Ausnahme dominierte und schließlich auch erstmals die nationale Meisterschaft gewann. Am 17. Dezember 1989 gab er im französischen La Plagne sein Weltcup-Debüt, reihte sich allerdings zunächst nur im Mittelfeld der Konkurrenz ein. Mit Hilfe des US-Trainers Wayne Hilterbrand verbesserte sich Bergoust kontinuierlich. Bereits bei seiner fünften Weltcup-Teilnahme erreichte er als Achter im japanischen Iizuna Kōgen die Top 10. Bis zu seiner ersten Podiumsplatzierung musste er jedoch noch bis zum Dezember 1991 warten, wo er sich schließlich in Zermatt nur seinem Landsmann Trace Worthington geschlagen geben musste. Rund einen Monat später gewann Bergoust in Breckenridge bereits seinen ersten Weltcup-Wettbewerb. In den restlichen Springen platzierte er sich immer unter den besten Zehn, sodass er die Saison 1991/92 auf einem starken sechsten Platz in der Aerials-Wertung abschloss.
Im April 1993 analysierte er gemeinsam mit Nick Bass seine Sprungtechnik, die sie fortan in einem Dreijahresplan verbessern wollten. Die Umsetzung konnte demnach nicht sofort erwartet werden, dennoch konnte Bergoust hin und wieder überzeugen. So gewann er beispielsweise in den Schweizer Gemeinden Meiringen und Hasliberg im März 1994 seinen zweiten Weltcup-Sieg. Auch bei den Olympischen Winterspielen 1994 in Lillehammer erreichte er mit dem siebten Platz ein gutes Resultat. In der Saison 1995/96 belegte er den dritten Rang in der Aerials-Gesamtwertung. Bergout hatte in seiner Karriere immer wieder mit Verletzungen zu kämpfen. Neben einigen Knochenbrüchen stechen dabei vor allem seine schwere Knieverletzung aus dem Jahr 1993 sowie seine Rückenverletzung 1995 hervor. 1997 zersplitterte sein Schlüsselbein in sechs Teile. Trotzdem kehrte er jedes Mal zum Weltcup-Zirkus zurück. Bei den Freestyle-Skiing-Weltmeisterschaften 1997 in Iizuna Kōgen gewann er die Silbermedaille hinter dem Kanadier Nicolas Fontaine.
In die Saison 1997/98 startete Bergoust Anfang August im australischen Mount Buller mit einem Sieg am zweiten Wettkampftag. Im weiteren Saisonverlauf gewann er zwei weitere Wettbewerbe. Den Höhepunkt stellten allerdings die Olympischen Winterspiele 1998 in Nagano dar. Auf der Olympic Aerials Hill in Iizuna Kōgen präsentierte sich Bergoust in Topform und lieferte den wohl einprägendsten Wettkampf seiner Karriere ab. Mit 255,64 Punkten gewann er die Goldmedaille vor Sébastien Foucras und Dsmitryj Daschtschynski. Diesem Titel addierte er im März 1999 bei den Freestyle-Skiing-Weltmeisterschaften in Meiringen-Hasliberg einen Weltmeistertitel.
Seine besten Leistungen im Weltcup zeigte er in den Jahren 2000 bis 2002, als er zweimal die Aerials-Wertung sowie einmal den Gesamtweltcup gewinnen konnte. Bei den Weltmeisterschaften 2001 in Whistler verpasste er jedoch als Vierter knapp die Medaillenränge. Seinen letzten Weltcup-Sieg errang er Ende Januar 2002 in Lake Placid.
Bergoust nahm sowohl an den Olympischen Winterspielen 2002 in Salt Lake City als auch an den Olympischen Winterspielen 2006 in Turin teil, konnte dort mit den Plätzen 12 und 17 aber nur das vordere Mittelfeld erreichen. Nach dem olympischen Wettkampf 2006 beendete er seine Karriere.
2007 wurde Bergoust in die Hall of Fame des US Ski- und Snowboardverbands aufgenommen.

## Erfolge

### Weltcup-Siege im Einzel
| Nr. | Datum             | Ort                 | Disziplin       |
| --- | ----------------- | ------------------- | --------------- |
| 01. | 19. Januar 1992   | Breckenridge        | Aerials         |
| 02. | 13. März 1994     | Meiringen-Hasliberg | Aerials         |
| 03. | 9. Dezember 1995  | Tignes              | Aerials         |
| 04. | 3. Februar 1996   | Kirchberg           | Aerials         |
| 05. | 3. Februar 1996   | Zauchensee          | Aerials         |
| 06. | 2. März 1997      | Meiringen-Hasliberg | Aerials         |
| 07. | 2. August 1997    | Mount Buller        | Aerials         |
| 08. | 25. Januar 1998   | Blackcomb           | Aerials         |
| 09. | 13. März 1998     | Zauchensee          | Aerials         |
| 10. | 26. Februar 2000  | Piancavallo         | Aerials (Final) |
| 11. | 12. August 2000   | Mount Buller        | Aerials         |
| 12. | 13. August 2000   | Mount Buller        | Aerials         |
| 13. | 8. September 2001 | Mount Buller        | Aerials (Final) |
| 14. | 12. Januar 2002   | Mont Tremblant      | Aerials         |
| 15. | 26. Januar 2002   | Lake Placid         | Aerials         |

### Nor-Am-Cup-Siege im Einzel
| Nr. | Datum             | Ort       | Disziplin       |
| --- | ----------------- | --------- | --------------- |
| 01. | 20. Dezember 2000 | Park City | Aerials (Final) |

## Statistik

### Teilnahmen an Olympischen Winterspielen
| Jahr und Ort        | Aerials |
| ------------------- | ------- |
| 1994 Lillehammer    | 07.     |
| 1998 Nagano         | 01.     |
| 2002 Salt Lake City | 12.     |
| 2006 Turin          | 17.     |

### Teilnahmen an Freestyle-Skiing-Weltmeisterschaften
| Jahr und Ort             | Aerials |
| ------------------------ | ------- |
| 1997 Iizuna Kōgen        | 02.     |
| 1999 Meiringen-Hasliberg | 01.     |
| 2001 Whistler            | 04.     |
| 2003 Deer Valley         | 08.     |

### Weltcup-Platzierungen
| Saison  | Gesamtweltcup | Punkte | Aerials | Punkte |
| ------- | ------------- | ------ | ------- | ------ |
| 1989/90 | 069.          | 007    | 024.    | 042    |
| 1990/91 | 075.          | 005    | 028.    | 046    |
| 1991/92 | 018.          | 021    | 006.    | 171    |
| 1993/94 | 026.          | 066    | 010.    | 532    |
| 1994/95 | 088.          | 011    | 032.    | 088    |
| 1995/96 | 012.          | 086    | 003.    | 772    |
| 1996/97 | 031.          | 061    | 008.    | 548    |
| 1997/98 | 013.          | 085    | 004.    | 592    |
| 1998/99 | 007.          | 081    | 005.    | 244    |
| 1999/00 | 024.          | 054    | 012.    | 216    |
| 2000/01 | 002.          | 091    | 001.    | 456    |
| 2001/02 | 001.          | 098    | 001.    | 392    |
| 2002/03 | 043.          | 051    | 020.    | 308    |
| 2003/04 | 133.          | 004    | 032.    | 045    |
| 2004/05 | 082.          | 019    | 026.    | 097    |
| 2005/06 | 041.          | 008    | 015.    | 213    |